# Denis Horvath
Denis Horváth (ur. 29 marca 1996) – słowacki zapaśnik walczący w stylu klasycznym. Zajął 24. miejsce na mistrzostwach świata w 2022. Dziesiąty na mistrzostwach Europy w 2022. Czternasty na igrzyskach wojskowych w 2019. Brązowy medalista wojskowych MŚ w 2021. Dziewiąty w indywidualnym Pucharze Świata w 2020 roku.